# Nez Rouge
Nez Rouge ist eine Stiftung in der Schweiz mit der Zielsetzung, die Zahl der Verkehrsunfälle wegen Alkohol-, Drogen- und Medikamentenkonsum sowie Müdigkeit zu verringern. Hierzu fährt sie während der Festtage die Fahrzeuge von fahruntüchtigen Lenkern kostenlos nach Hause.
Die Dienstleistung wird von Freiwilligen erbracht, wobei jeder Auftrag von drei Freiwilligen übernommen wird: Einer führt das Fahrzeug des Kunden, einer führt das Fahrzeug von Nez Rouge zum Abfahrtsort, folgt dem Kundenfahrzeug und nimmt die Mitarbeiter zur Zentrale zurück, der dritte fährt im Kundenfahrzeug mit und übernimmt Unterstützung- oder Betreuungsaufgaben. Im Jahr 2006 wurden nach eigenen Angaben in der Schweiz 11'768 Fahrten durchgeführt, in Frankreich 674.
Die Idee von Nez Rouge stammt aus Québec, wo entsprechende Aktionen erstmals 1984 durchgeführt wurden. In der Schweiz fand die erste Aktion 1990 im Kanton Jura statt. 1991 erfolgte die Gründung des Vereins Nez Rouge, der 1993 durch die heutige Stiftung abgelöst wurde. Partner von Nez Rouge ist unter anderem das Bundesamt für Gesundheit.